# کوجی ساساکی
کوجی ساساکی (به انگلیسی: Koji Sasaki) بازیکن فوتبال اهل ژاپن و عضو تیم ملی فوتبال ژاپن است که در تاریخ ۲۵ دسامبر ۱۹۵۸ میلادی اولین بازی ملی‌اش را انجام داد. او در ۱۴ بازی ملی حضور داشت و آخرین بازی ملی خود را در تاریخ ۱۰ اوت ۱۹۶۱ میلادی انجام داد. کوجی ساساکی در بازی‌های ملی‌اش
۱ گل به ثمر رساند.